# Fredrik Schwenk

Fredrik Schwenk (rojen 20. oktobra 1960 v Münchnu ) je nemški skladatelj in Profesor kompozicije.

## življenje
Fredrik Schwenk je odraščal v Münchnu in se je pri 13 letih učil violončela pri Erichu Brucknerju in kompozicije pri Davidu Llywelynu, pozneje pa pri Danielu Herscovichu. Po končani srednji šoli in odsluženem vojaškem roku je med letoma 1981 in 1987 študiral umetnostno zgodovino in gledališke študije na Univerzi Ludwiga Maximiliana ter kompozicijo pri Wilhelmu Killmayerju na Univerzi za glasbo in gledališče v Münchnu . Leta 1989 je prejel štipendijo za Cité Internationale des Arts v Parizu. Od leta 1991 do 1993 je vodil operno delavnico ter v letih 2005 in 2006 delavnico radijskih iger Mednarodnega festivala mladih umetnikov Bayreuth . Sprva kot sopobudnik in ustanovni član, je bil od leta 1992 do 1999 član upravnega odbora A•DEvantgarde eV Projects of New Music skupaj z Moritzom Eggertom in Sandeepom Bhagwatijem.
Po poučevanju na Univerzi za glasbo in gledališče v Münchnu in Univerzi Ludwiga Maximiliana v Münchnu ter lektoratu na Univerzi za glasbo Nürnberg-Augsburg od oktobra 2000 poučuje kot profesor glasbene teorije in kompozicije na Univerzi za glasbo in gledališče v Hamburgu .  Skupaj s Petrom Michaelom Hamelom je režiral Studio 21, ki ga je podprla Fundacija Zeit iz Hamburga. Od leta 2004 do 2010 je bil dekan vseh umetniških študijskih programov. Od leta 2009 je umetniški vodja Akademije za sodobno glasbo Opus XXI. Kot sopobudnik vodi mednarodni magistrski program CoPeCo (Contemporary Performance and Composition) za sodobno glasbo, ki ga financira EU med Estonsko akademijo za glasbo, Kraljevo akademijo za glasbo v Stockholmu, CNSMD Lyon in Univerzo za glasbo in gledališče v Hamburgu.
Fredrik Schwenk poučuje mlade skladatelje iz vse Evrope, med njimi Igorja Andrića, ki se poleg študija v Beogradu pripravlja na koncertni izpit na Univerzi za glasbo in gledališče v Hamburgu pri profesorju Fredriku Schwenku.  Andrićeva dela so na mednarodni ravni izvajali tudi Treppenhausorchester (Nemčija), Moskovski solisti (Rusija), Narodni orkester Turkmenistana, Mednarodni orkester Ljubljana
Nekatere njegove skladbe za citre redno izvajajo slovenski citrarji v Sloveniji    (npr. Irena Anžič, Tajda Krajnc).
Med številnimi domačimi in mednarodnimi nagradami je treba omeniti štipendijo Fundacije Hindemith (Blonay CH 1990), kulturno štipendijo mesta München (1992), nagrado Carla Orffa za sodobno glasbeno gledališče (München, 1995) in Fundacije Franz Josef Reinl (Dunaj 1998).
Od novembra 2020 je Fredrik Schwenk predsednik  Hamburger Volksbühne  in od decembra 2023  Umetniški direktor Festivala mladih umetnikov v Bayreuthu . 

## Dela (izbor)

### glasbeno gledališče
- 1985 Das Schlüsselloch (Ključavnica), komorna igra v enem dejanju po drami Jeana Tardieuja, München 1985
- 1990 Der geteilte Edelmann (Razdvojeni plemič), lutkovna igra po istoimenskem romanu Itala Calvina, Münchenski bienale 1991
- 1992–95 Pan in Oslo (Pan v Oslu), opera v dveh dejanjih po Knutu Hamsunu in Knutu Faldbakkenu, nagrada Carla Orffa 1995
- 2007 gehen gehen gehen, glasbeno gledališče po Thomasu Bernhardu, opera silens Hamburg 2008
- 2021 Prometheus Unbound, opera v enem dejanju po Percyju Byssheju Shelleyju, Festival mladih umetnikov Bayreuth, Bayreuth 2021
- 2022 Ambleto, opera v dveh dejanjih Francesca Gasparinija v priredbi in na novo zložen Fredrik Schwenk, libreto Fredrika Schwenka po Apostolu Zenu, Pietru Paratiju in Williamu Shakespearu, Theater für Niedersachsen Hildesheim 2022

### Duhovna dela
- 2000 Dies Septimus, komorni oratorij Carla Laukvika, Benediktbeuern 2000
- 2007 Confessiones XI, za mešani zbor po Avgustinu, Hamburg 2007
- 2010 Quadrivium, Strast do 4 bobnarjev in govorcev, Hamburg 2011
- 2017 De Libertate Christiana, Azione ecclesiastica za govornika, orgle in tolkala po Luthrovih tezah proti papeški buli Exsurge Domine, Rügen 2017
- 2018 Missa pro Pacem, orkestralna priredba Misse za zbor in orgle Feliksa Nowowiejskega, Stettin 2018
- 2020 Clemens Dominus et Iustus, Psalm 114 za zbor, godalni orkester in tolkala, Bayreuth 2023
- 2023 Ut quid, Domine, Decimus Psalmus za soliste, zbor in orkester, Elbphilharmonie Hamburg 2023

### pesmi
- 1999 Vier Lieder im Volkston (Štiri pesmi v ljudskem slogu), na pesmi Clemensa Brentana, Augsburg 1999
- 2003 Lähainen ranta ja kaukainen/Blizu obale, oddaljena obala, sedem finskih pesmi po Vilju Kajavi, Citer 7, München 2008
- 2003 Sieben Lieder (Sedem pesmi), po pesmih Meret Oppenheim, Hamburg 2004
- 2004 Agur spricht (Agur govori), iz Salomonovih pregovorov, Hamburg 2004
- 2006 Die blaue Stunde (Modra ura), po pesmih Gottfrieda Benna, Potsdam 2007
- 2008 Die rote Blume (The Red Flower), devet pesmi po pesmih Gustava Mahlerja, s Christianne Stotijn in Josephom Breinlom, Concertgebouw (Amsterdam) 2009
- 2016 Drei Tangos nach Gedichten von (Trije tangi po pesmih) Stéphana Mallarméja z Gabriele Rossmanith in člani Filharmoničnega državnega orkestra Hamburg, Hamburg 2016
- 2020 Fragmenti dnevnika ob robu prvega potovanja Cristobala Colona, München 2021

### orkester
- (1995 Cape Town Energy, za simfonični pihalni orkeste, Euroton-Festival, Wertingen 1997
- 1999 Simfonična pesnitev  „Pro*Epimetheus“, metamorfoze za veliki orkester. Premierea  Orchester des Opernhauses Halle, dirgent  Roger Epple, Halle 1999
- 2004 Lichtpunkte gespiegelter Stille, za citre in komorni orkester
- 2013 Sturm Stoff Träume, za violončelo in orkester, orkester Oldenburgischen Staatstheaters, Niklas Schmidt Violoncello, dirigent Marcus Bosch, Oldenburg 2013
- 2020 Vernal Breeze Even Fire (za ansambel bambusovih flavt, tolkala in kitajska glasbila), Chinese Bamboo Flute Orchestra, Peking 2021
- 2024 Five Elements, koncert za tolkala in orkester. Simfonični orkester iz Shenzhena, Cornelia Monske, tolkala, dirigent Lin Daye, Shenzhen 2024, EAN 4069493130447

### komorno glasbo
- 1989 Erstes Trio für Violine (prvi trio za violino, violončelo in klavir), prvi A*Devantgarde Festival München 1989, Moritz Eggert, klavir
- 1990 erstes Streichquartett (prvi godalni kvartet), rev. 1993, München 1993, kvartet Artus
- 1993 Folsomstreet za alt flavto in zvoke trkanja, München 1993
- 1993 Versuch über die wahre Art, C. Ph. E. Bach nachzuempfinden für Tenorhackbrett und Klavier (Poskus prave poti posnemanja C. Ph. E. Bacha za tenor cimbal in klavir), Schlosskonzerte Leitheim 1994, Rudi Spring, klavir
- 1994 Landscape for Richard Long (Pokrajina za Richarda Longa) za altovske citre, Citre 1, München 1995, Georg Glasl
- 1996–2001 Drei Sonatinen für Klavier (Tri sonatine za klavir), Augsburg 1996 (št. 3, Rudi Spring ) in München 2002 (št. 1–3, Andreas Skouras )
- 2006 zweites Streichquartett (drugi godalni kvartet), Hamburg Mozart-Saal 2006, kvartet Auryn
- 2007 Druga suita Arrabalesque, Tango suita za visoke in bas citre, harmoniko, kontrabas in zvočnik, portretni koncert, Citre 7, München 2008
- 2008 Night Hawks za Bohlen-Pierce klarinet in klarinet, Hamburg 2008, Nora-Louise Müller in Anna Bardeli
- 2011 zweites Trio für Violine, Violoncello und Klavier mit Abgesang für Violoncello solo (drugi trio za violino, violončelo in klavir z Abgesangom za solo violončelo), Akademija za likovno umetnost v Münchnu
- 2011 Neue Kinderszenen für Klavier  (Nove otroške scene za klavir), Schnittke Academy Hamburg 2012, dirigent. Brenno Ambrosini
- 2018 Drittes Trio für Violine, Violoncello und Klavier (Tretji trio za violino, violončelo in klavir), s Triom Johannesa Kreislerja, Roskilde 2018
- 2019 Sechs Bagatellen für Klavier nach den Bagatellen op. 126 von Beethoven (Six Bagatelles za klavir po Bagatelles op. 126 Beethovna) , s Hectorjem Docxom, Hamburg 2020

## Spisi (izbor)
- Klangraum – prostorski zvok, glasba na področju arhitekture
- Zither der Zukunft - Citre prihodnosti – Prihodnost citer
- Blasorchester heute - pihalni orkester danes
- Opombe o "Cape Town Energy" . V: Clarino. letnik 10/1999, številka 2. strani 19–20.
- Citre v delu Petra Kiesewetterja. Splošni in analitični premisleki o "Gil". V: Franzpeter Messmer (ur.) : Peter Kiesewetter (= Skladatelji na Bavarskem, zvezek 51). Schneider, Tutzing 2009, str. 93–109, ISBN 978-3-7952-1275-9 .
- Zwischen Klavierlied und Symphonie-Kantate - Med klavirsko pesmijo in simfonično kantato. V: Hanns-Werner Heister (ur.) : Kjer trobijo lepe trobente. Vokalna in instrumentalna semantika v delu Gustava Mahlerja. Weidler Buchverlag, Berlin 2011, str. 99–113, ISBN 978-3-89693-554-0 .
- Musikalische Satztechniken - Tehnike glasbene kompozicije. V: Wolfgang Hochstein, Christoph Krummacher (ur.) : Zgodovina cerkvene glasbe v 4 zvezkih. del: 4 , Druga polovica 20. stoletja Stoletje in izzivi sedanjosti. Laaber Verlag, Laaber 2014, str. 53–121, ISBN 978-3-89007-754-3 .
- Gayageum med tradicijo in avantgardo. Dve Korejki v hamburškem projektu "Neon" združujeta tradicionalno trzalko svoje domovine z elektronsko glasbo. . Pogovor med Fredrikom Schwenkom, Seonghee Lee in Sun-Min Lee. V: Citre. Revija nemškega citrarskega glasbenega združenja eV 2020, 1, str. 36–41, ISSN 2196-4319.
- Analizirati pomeni interpretirati. Primerjava obeh različic Tria v B-duru op. 8 za klavir, violino in violončelo Johannesa Brahmsa kot zrcalo avtobiografske samorefleksije. . V: Brahms Studies Vol. 19 (2021), str. 304–316, ISSN 0341-941X.

## diskografija
- Hackbrett Hackbrett (ORF; 1996, NYX 1112)
- Pokrajine (Cavalli Records; 1999)
- Vrt poln radosti in žalosti (Cavalli Records; 2000)
- Andreas Skouras, fortepiano in klavir, dela Haydna in Schwenka (Cavalli Records; 2005)
- Tango Nuevo, duo arrabal 2000, EAN 4011392968348
- Fagottissimo, 1991, ob 01.215
- med kamni, Martin Mallaun, Citre, 2005, ISBN 3-221-70282-5
- V reki, www.lzo-bw.de 2013, LC 00693
- Najboljši od vseh možnih … Univerza Leibniz Hannover
- V stolpu, www.lzo-bw.de 2020, LC 85240
- Onkraj obzorja (pristne klasike; 2020, LC 12029 GEN 20695)
- Somber city (za citrarski duo), Irena Anžič[18]

## spletne povezave
- Fredrik Schwenk v katalogu Nemške nacionalne knjižnjice

- spletna stran Fredrika Schwenka
- uradni kanal umetnika na youtube
- Fredrik Schwenk pri glasbeni založbi V. Nickel, München
- note na Scorexchange
- Fredrik Schwenk – diskografija na Discogs
- Joachim Mischke: S trudom in notami k lastni skladbi. V: Hamburger Abendblatt od 24. maja 2012
- Čudoviti zvoki. V: Hamburger Abendblatt od 24. maja 2012
- Horst Hollmann: Svetovna premiera Sturm-Stoff-Träume, Oldenburško državno gledališče, 10. marec 2013
- "Na robu avantgarde" – Pogovor s skladateljem Fredrikom Schwenkom. V: Klasična glasba navdihuje
- Intervju s Fredrikom Schwenkom. V: serija Hamburški dialogi na YouTubu (angleščina)
- Fredrik Schwenk na WorldCat

## posamezne reference
1. 1 2  Record #119392992 // Gemeinsame Normdatei — 2012—2016.
2. ↑  »Prof. Fredrik Schwenk«. Hochschule für Musik und Theater Hamburg. Pridobljeno 12. avgusta 2024.
3. ↑  »Igor Andrić | Serbian Composer«. www.igor-andric.com (v angleščini). Pridobljeno 10. marca 2025.
4. ↑  »Orchestra Academy 2023 , Ljubljana – Sounds of Change«. soundsofchange.eu. Pridobljeno 10. marca 2025.
5. ↑  Széchenyi-Smythe, Juli. »Svetovna premiera "Trojne boginje"«. Pridobljeno 10. marca 2025.
6. ↑  Simfonični orkester RTV Slovenija (2024), 53. tekmovanje mladih glasbenikov Republike Slovenije: nagrajenci Glasbene šole Celje, Glasbena šola, pridobljeno 10. marca 2025
7. ↑  Kerštanj, Primož; Potočnik, Jožica; Godalni orkester Glasbene šole Jesenice; Harmonikarski orkester Glasbene šole Jesenice; Trio Crescendo; Duo Air (0000 p),  Valant, Martina (ur.), 65 let, Glasbena šola Jesenice, pridobljeno 2025-03-10 {{citation}}: Preveri datumske vrednosti v: |date= (pomoč)
8. ↑  Zither moves, KlangMueller Musikverlags; Edition Zihter, 0000 p, pridobljeno 2025-03-10 {{citation}}: Preveri datumske vrednosti v: |date= (pomoč)
9. ↑  Anžič, Irena; Kosem, Franci; Mole, Nina; Aščič, Ursula; Repše, Sanja; Pavlovič, Aleksandra; Huljev, Tonko; Krečič, Simon; Pekarovič, Andrej (2008), GM oder 2 = JM showcase, Glasbena mladina Slovenije, pridobljeno 10. marca 2025
10. ↑  Das grosse Musikantentrffen. Folge 21: 32 Spitzenreiter der Volksmusik, Tyrolis Music, [2000?], pridobljeno 2025-03-10 {{citation}}: Preveri datumske vrednosti v: |date= (pomoč)
11. ↑  El Primer Tango (v angleščini), pridobljeno 10. marca 2025
12. ↑  SOMBER CITY NO.1 (v angleščini), pridobljeno 10. marca 2025
13. ↑  www.citre-drustvo.si https://www.citre-drustvo.si/novice.php?id=2530. Pridobljeno 10. marca 2025. {{navedi splet}}: Manjkajoč ali prazen |title= (pomoč)
14. ↑  www.citre-drustvo.si https://www.citre-drustvo.si/_slika.php?id=1290&t=slike&s=galerija. Pridobljeno 10. marca 2025. {{navedi splet}}: Manjkajoč ali prazen |title= (pomoč)
15. ↑  Godler, Jure (10. april 2017). »Tajda Krajnc posegla po najvišjem priznanju«. sentjur.net (v ameriški angleščini). Pridobljeno 10. marca 2025.
16. ↑  »Vorstand / Vertreter«. inkultur - Hamburger Volksbühne e.V. (v nemščini). Pridobljeno 4. januarja 2021.
17. ↑  »Vorstand und Kuratorium«. youngartistsbayreuth.de (v nemščini). Pridobljeno 30. aprila 2024.
18. ↑  https://www.youtube.com/watch?v=qWyhkeza3EI